# Christuskirche (metrostation)
Christuskirche is een metrostation in het stadsdeel Eimsbüttel van de Duitse stad Hamburg. Het station werd geopend op 1 juni 1913 en wordt bediend door lijn U2 van de metro van Hamburg.